# Consolidated B-24 Liberator

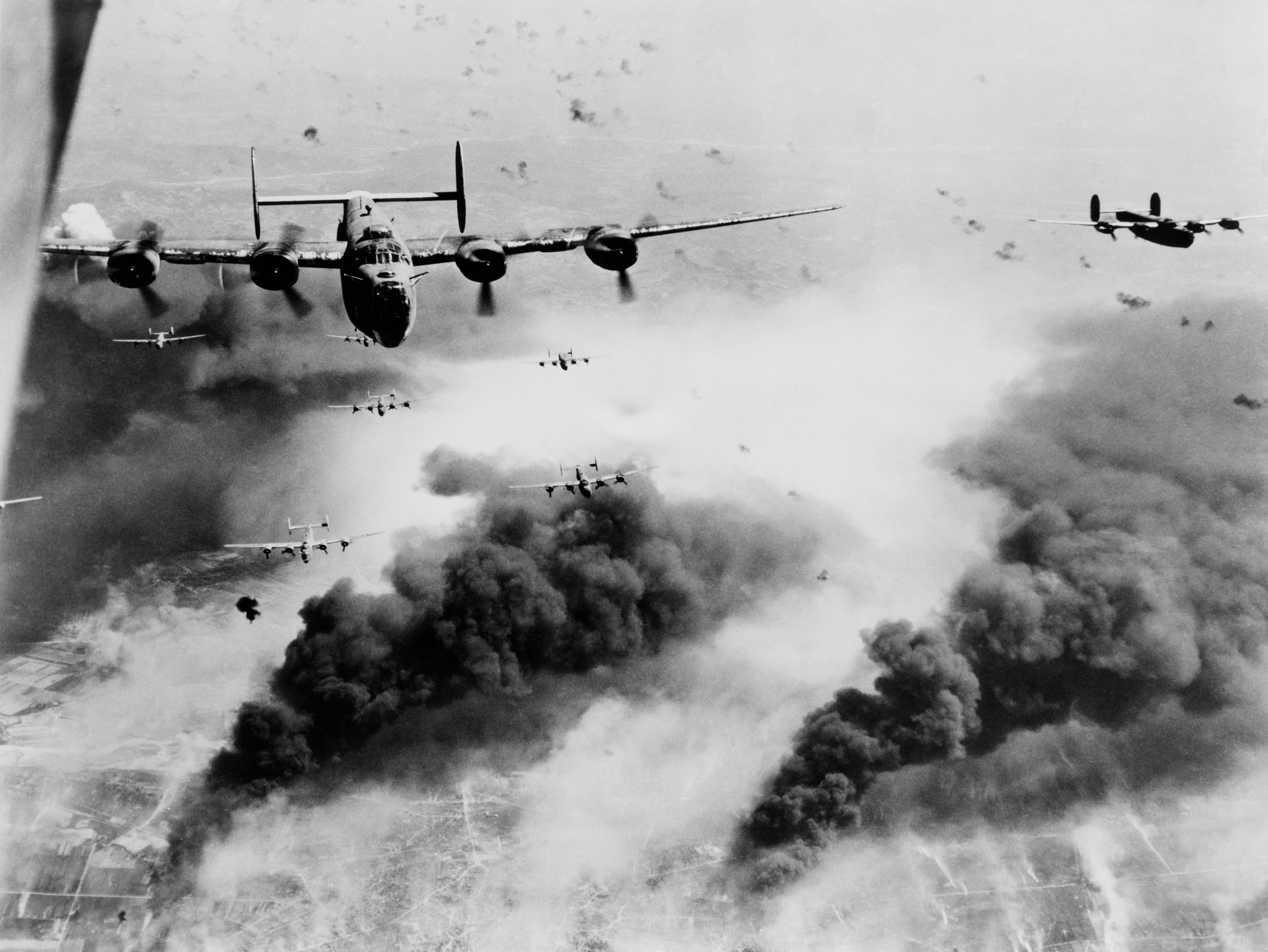
B-24 Fifteenth Air Force przelatujące przez zaporę ogniową, nad zniszczeniami spowodowanymi przez poprzednie fale bombowców

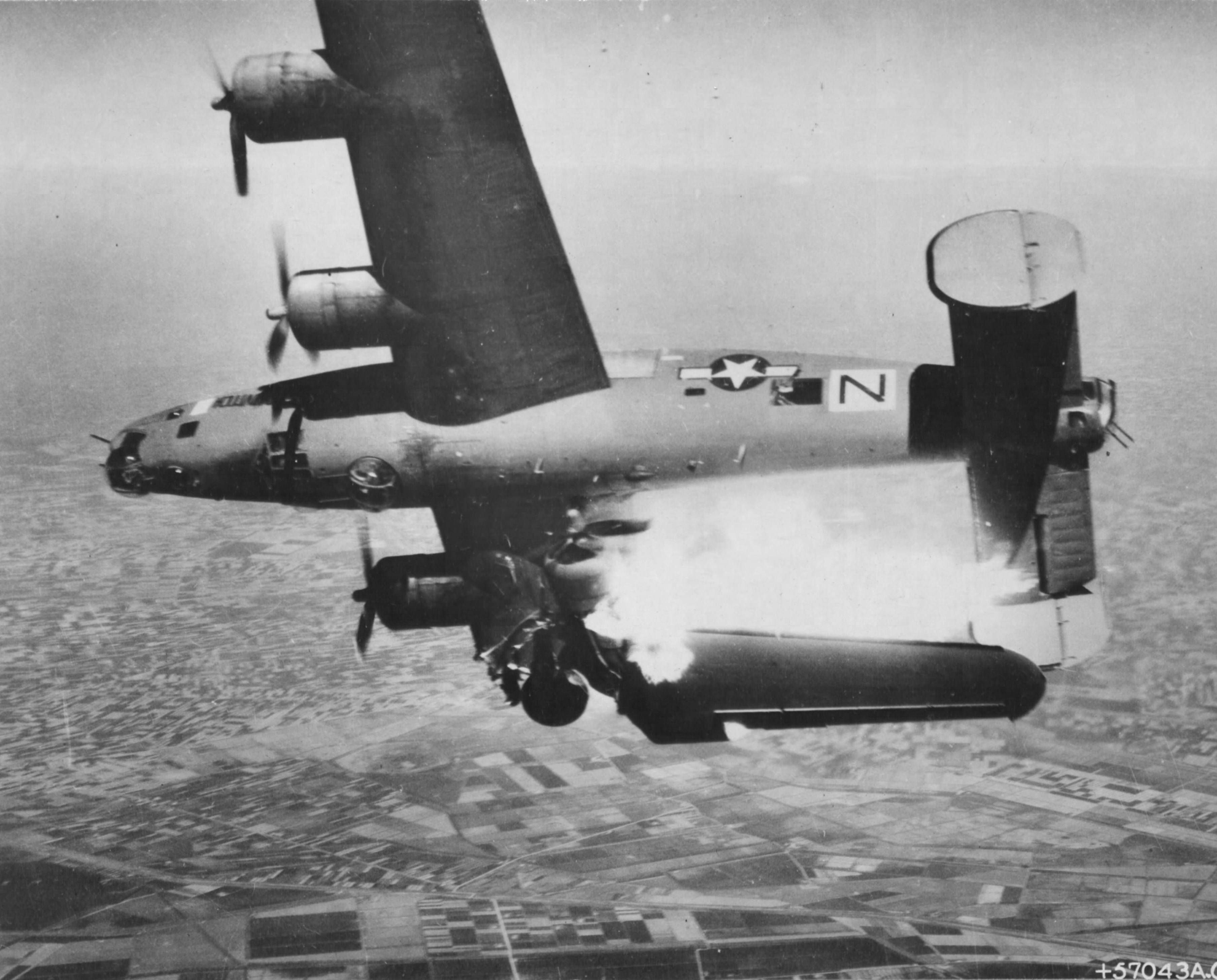
Zestrzelenie B-24L z 464 Grupy bombowców nad Lugo (Włochy) 10 kwietnia 1945

Consolidated B-24 Liberator (z ang. wyzwoliciel) – amerykański ciężki samolot bombowy i patrolowy dalekiego zasięgu, używany także do zwalczania U-bootów. Zaprojektowany przez amerykański koncern Consolidated Aircraft Corporation, produkowany był w czterech zakładach, w tym należącym do Ford Motor Company specjalnie w tym celu wybudowanym zakładzie Willow Run w stanie Michigan. Dzięki oparciu produkcji o zasady organizacji produkcji masowej, wyprodukowany został w liczbie około 18 tysięcy sztuk i stał się podstawowym bombowcem strategicznym aliantów w czasie II wojny światowej.
Samolot produkowany był w licznych odmianach i wersjach, między innymi jako Consolidated C-87 Liberator do celów transportowych (powstało 287 sztuk, 34 z nich służyły do przewożenia osobistości), a ogólna liczba 18482 wyprodukowanych egzemplarzy stawia go na pierwszym miejscu samolotów jednego typu wyprodukowanych w czasie II wojny światowej.

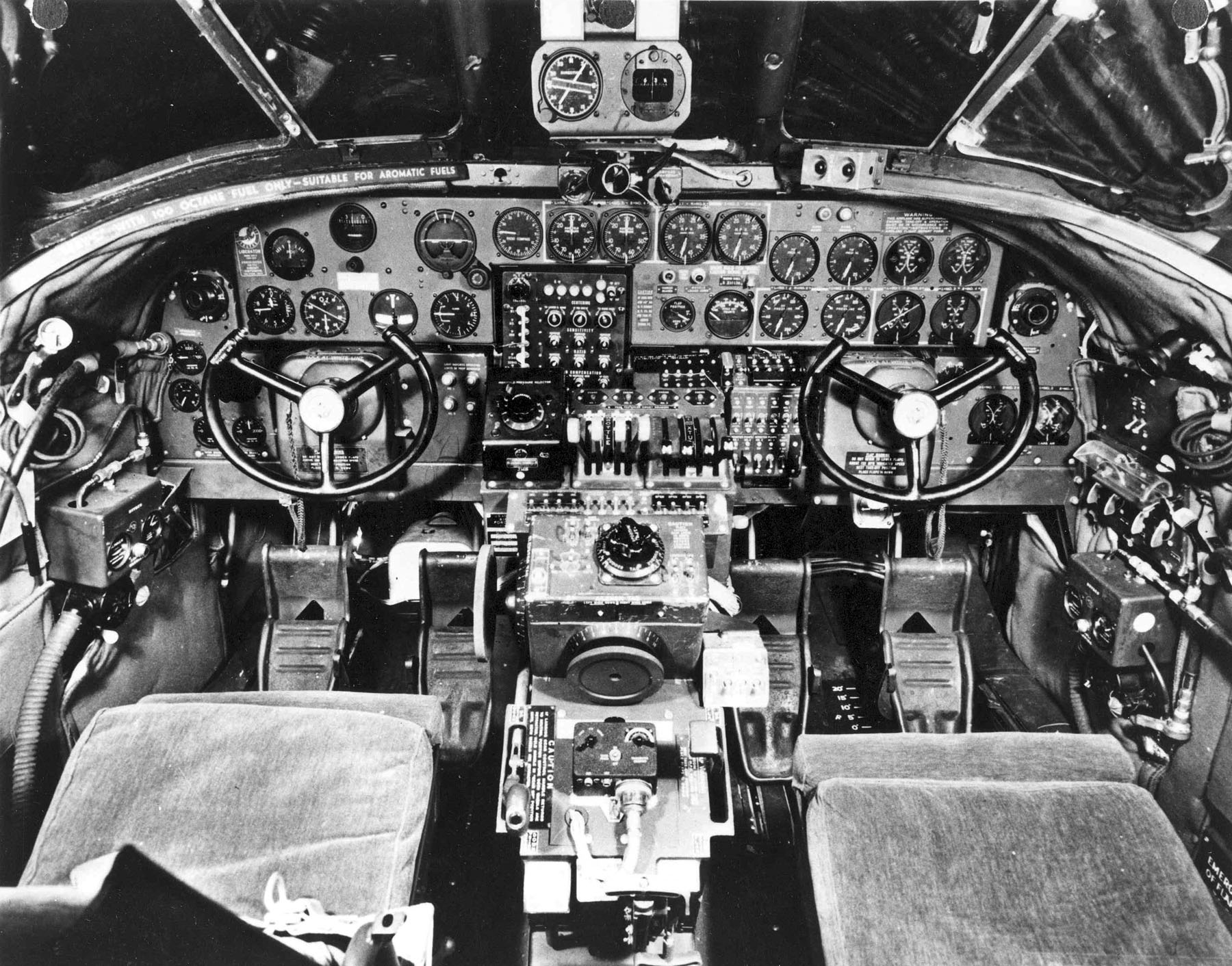
Kokpit

## Historia

### Geneza
Otoczenie Stanów Zjednoczonych z dwóch stron oceanami determinowało amerykańską polityką obronną w okresie międzywojennym. To właśnie rozbudowana United States Navy miała gwarantować bezpieczeństwo kraju i być odpowiedzialna za powstrzymanie ewentualnego ataku na kontynentalną część USA. W porównaniu do floty, siły lądowe i wchodzący w ich skład United States Army Air Corps (USAAC) znacząco ustępowały liczebnością i siłą marynarce, jak również tym samym formacjom innych państw europejskich. Główną siłą uderzeniową lotnictwa były samoloty bombowe. Ich rolą miało być atakowanie wrogich okrętów na podejściach do wybrzeży USA. Gorącym zwolennikiem takiego użycia lotnictwa był generał William Lendrum Mitchell, który w 1921 roku przeprowadził serię ćwiczeń znanych jako Project B, w których amerykańskie bombowce armii i marynarki atakowały okręty. Rezultatem prób było zatopienie kilku jednostek jakie amerykańska marynarka przejęła od pokonanej Kaiserliche Marine. Wierzono i dano tego przykład w początkowym okresie drugiej wojny światowej, kiedy wyprawy bombowe nad Niemcy pozbawione były eskorty myśliwskiej, że dobrze uzbrojone bombowce będą miały wystarczającą przewagę siły ognia, aby samodzielnie przedzierać się przez atakujące je samoloty myśliwskie. Opinia taka była tym bardziej uzasadniona, że do czasu upowszechnienia się radaru podczas wojny, zlokalizowanie i przechwycenie bombowców nastręczało wielu problemów samolotom myśliwskim. W latach 20. XX w. pojawiła się również koncepcja użycia lotnictwa bombowego nie tylko jako środka defensywnego, odpowiedzialnego za obronę własnych wybrzeży, ale również broni ofensywnej, zdolnej do atakowania celów strategicznych potencjalnego nieprzyjaciela, jego miast i ośrodków przemysłowych. Ataków, których celem miało być złamanie morale i pozbawienie możliwości technicznych do dalszego prowadzenia wojny.
Na początku lat 30. XX w. na uzbrojenie USAAC wszedł dwusilnikowy bombowiec Martin B-10, który stał się podstawowym amerykańskim bombowcem do czasu rozpoczęcia drugiej wojny światowej. W 1933 roku do władzy w Niemczech doszedł Adolf Hitler, dwa lata później utworzono Wehrmacht i Luftwaffe. Dzięki intensywnie prowadzonym zbrojeniom, niemieckie siły powietrzne stały się jedną z dominujących formacji na kontynencie europejskim. Na wzrost napięcia na arenie międzynarodowej zareagowały również amerykańskie siły powietrzne. W lutym 1934 roku Sztab Generalny Departamentu Wojny wyasygnował środki na budowę samolotu bombowego określanego mianem hemisphere defender, samolotu przeznaczonego do obrony kontynentu amerykańskiego, zdolnego również do działań na Hawajach, Panamie i Alasce. 14 kwietnia 1934 roku United States Army Air Corps ogłosił konkurs na projekt znany pod oznaczeniem Project A, nowego ciężkiego bombowca charakteryzującego się zasięgiem 3200 kilometrów, zdolnego do przenoszenia 900 kilogramów bomb z prędkością 322 kilometrów na godzinę. Do konkursu zgłoszono dwie konstrukcje, samoloty Boeing XB-15 i Martin XB-16. Do realizacji wybrano projekt Boeinga. Sam program nie zakładał jednak produkcji wielkoseryjnej, była to bardziej próba zaznajomienia się z możliwościami amerykańskich wytwórni aczkolwiek w przypadku gdyby zwycięzca charakteryzował się doskonałymi parametrami nie wykluczano i takiej możliwości. Bardziej urealnione wymagania na maszyną mającą zastąpić samolot B-10 ogłoszono w maju 1934 roku. Zakładano, że nowa konstrukcja będzie zdolna przewieźć około 1000 kilogramów bomb na odległość 3200 kilometrów z prędkością przekraczającą 400 kilometrów na godzinę. Tym razem wymagano od przyszłego producenta zdolności do wyprodukowania 220 egzemplarzy wybranej maszyny. Efektem konkursu były narodziny samolotu Boeing B-17 Flying Fortress.
We wrześniu 1938 roku dowódcą USAAC zostaje generał Henry H. Arnold. W obliczu narastającego międzynarodowego napięcia i zdając sobie doskonale sprawę z mizerii własnego lotnictwa w porównaniu z Luftwaffe, Arnold przystąpił do forsowania rozbudowy sił powietrznych. Jednym z jego priorytetów był bombowiec B-17, jednak zakłady Boeinga w Seattle nie były w stanie w 1938 roku uruchomić jego wielkoseryjnej produkcji. Arnold zwrócił się więc z prośbą o pomoc w uruchomieniu licencyjnej produkcji B-17 do Reubena H. Fleeta, właściciela wytwórni Consolidated Aircraft Corporation. W grudniu 1938 roku Fleet przybył do Seattle; na miejscu okazało się, że nie dosyć, iż Boeing nadal nie jest zupełnie przygotowany do rozpoczęcia produkcji seryjnej, to również nie ma gotowej dokumentacji licencyjnej, umożliwiającej uruchomienie montażu B-17 w zakładach Consolidated. W zaistniałej sytuacji, widząc determinację Arnolda w rozpoczęciu wielkoseryjnej budowy czterosilnikowych ciężkich bombowców i mając własne ambicje, Fleet zaproponował inne rozwiązanie. W styczniu 1939 roku przedłożył USAAC wstępny projekt nowego czterosilnikowego bombowca, który parametrami przewyższał osiągi B-17.

### Projekt
1 lutego 1939 roku USAAC ogłosił specyfikacje (Specification C-212) na nowy, czterosilnikowy ciężki bombowiec, charakteryzujący się zasięgiem na poziomie 4850 kilometrów, pułapem 10 600 metrów, maksymalną prędkością 480 kilometrów na godzinę i zdolnością do przenoszenia 4000 kg bomb. Już pod koniec tego samego miesiąca Consolidated przedstawił własny wstępny projekt. Charakterystykę nowej maszyny przedstawiono również firmom Glenn L. Martin Company i Sikorsky Aircraft jednak czas potrzebny do zaprojektowania tak dużego samolotu o tak wyśrubowanych parametrach, od razy wykluczył obydwie wytwórnie. Na placu boju pozostał jedynie Consolidated ze swoim projektem oznaczonym wstępnie jako Model 32.

#### Płat Davisa

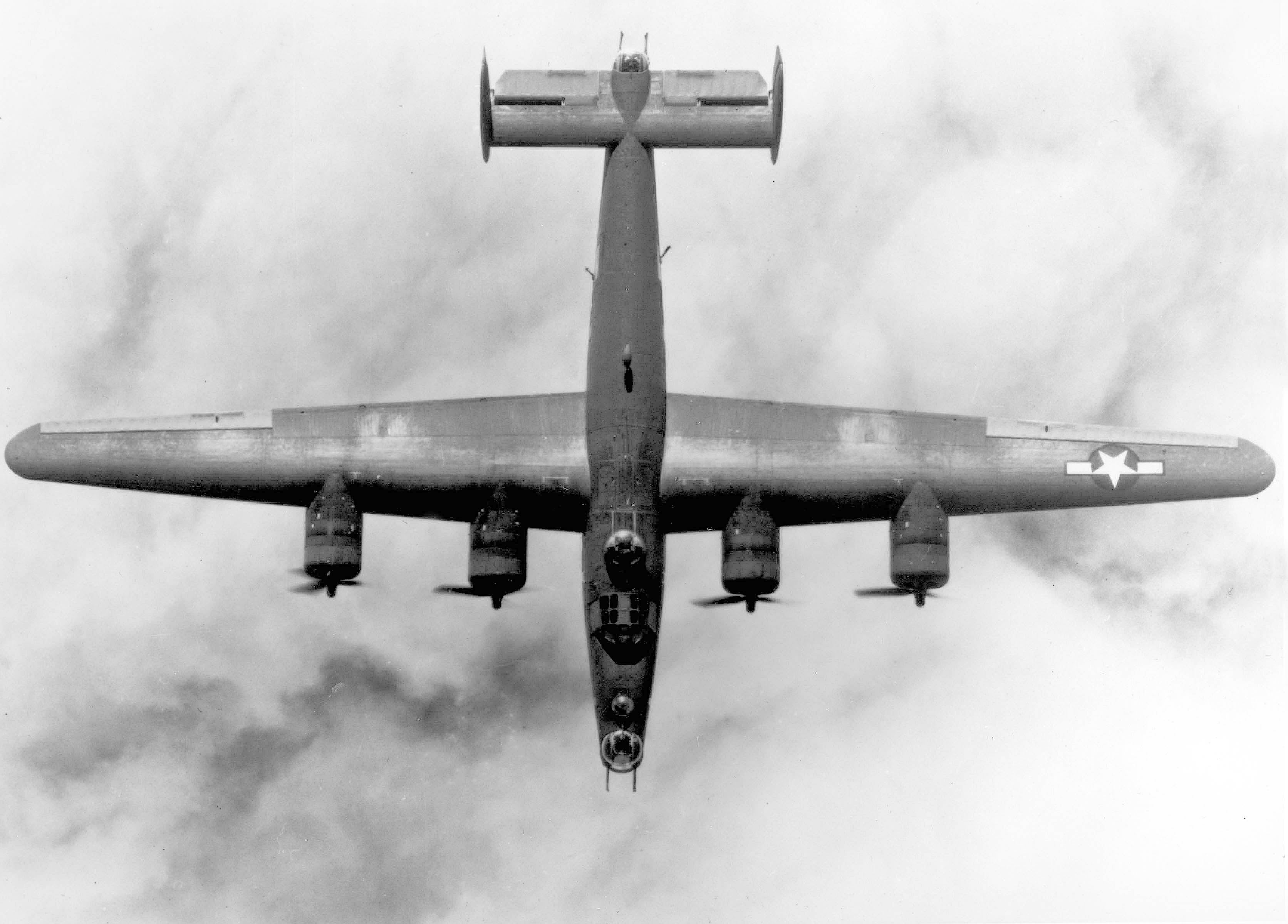
Liberator w locie – zdjęcie od góry

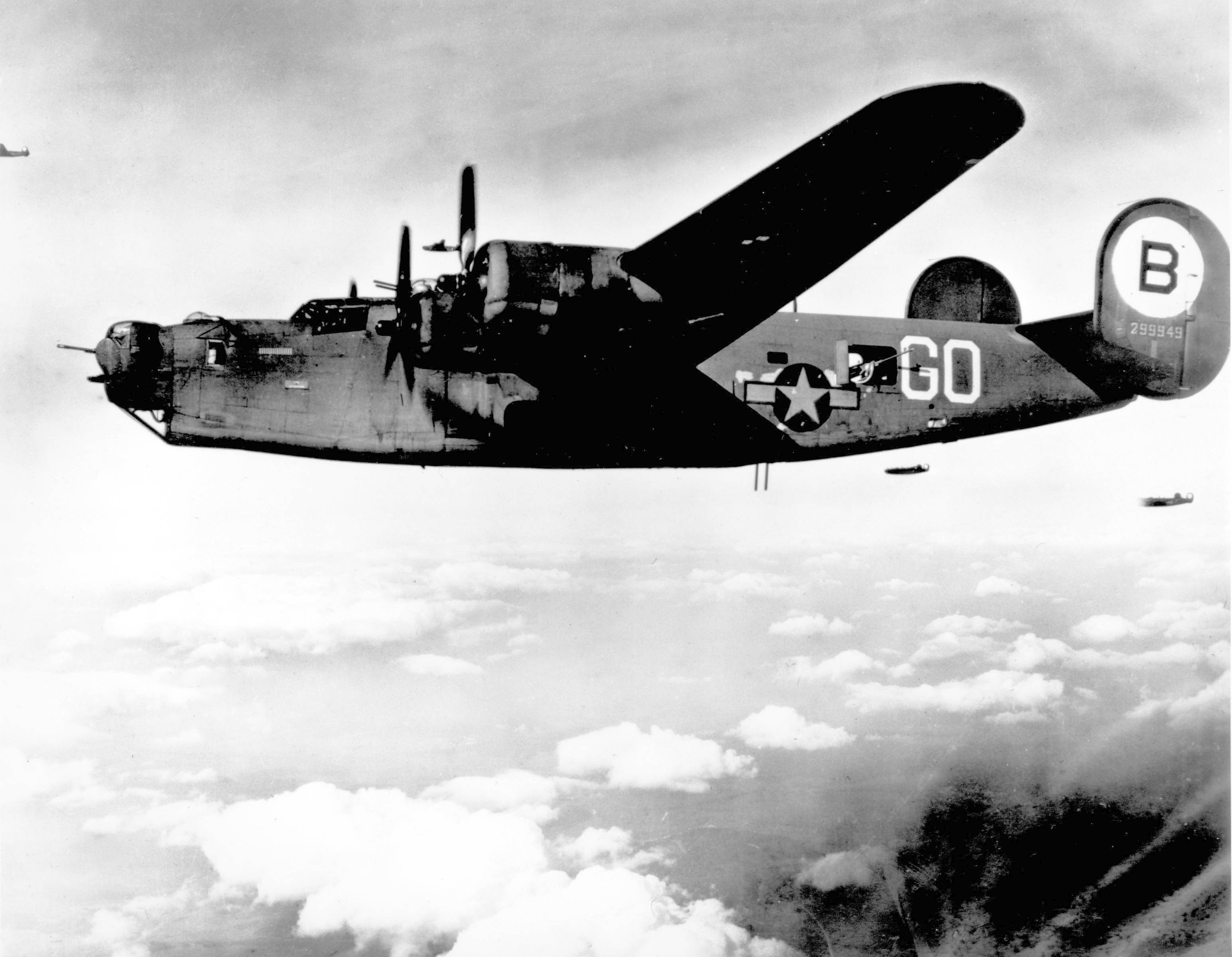
Najczęściej budowaną wersją był B-24J

Asem w rękawie wytwórni, który dał jej pewność sprostania wymaganiom USAAC i zbudowaniu maszyny przewyższającej swoimi osiągami bombowiec B-17 był tzw. płat Davisa. David R. Davis był inżynierem, który szukał środków na budowę zaprojektowanego przez siebie płata. Zaprojektowane przez Davisa skrzydła miały duże wydłużenie, zwężający się ku końcom profil i niewielką cięciwę. Realizacji projektu płata i jego przetestowaniu podjął się główny inżynier wytwórni Isaac Laddon. Skrzydło zmniejszało opór aerodynamiczny we wszystkich badanych prędkościach zachowując swoją sztywność, a tym samym umożliwiając stworzenie z nich olbrzymiego zbiornika paliwa. Płat Davisa z możliwością zabrania dużej ilości paliwa umożliwił Liberatorom osągnięcie zasięgu, który był poza zasięgiem ówczesnych samolotów bombowych.
Uzbrojeni w wyniki badań, inżynierowie wytwórni na czele z Laddonem i Davisem zaprojektowali łódź latającą oznaczoną jako Model 31 (znaną również jako Consolidated XP4Y Corregidor), w której zastosowano badany płat.

#### XB-24

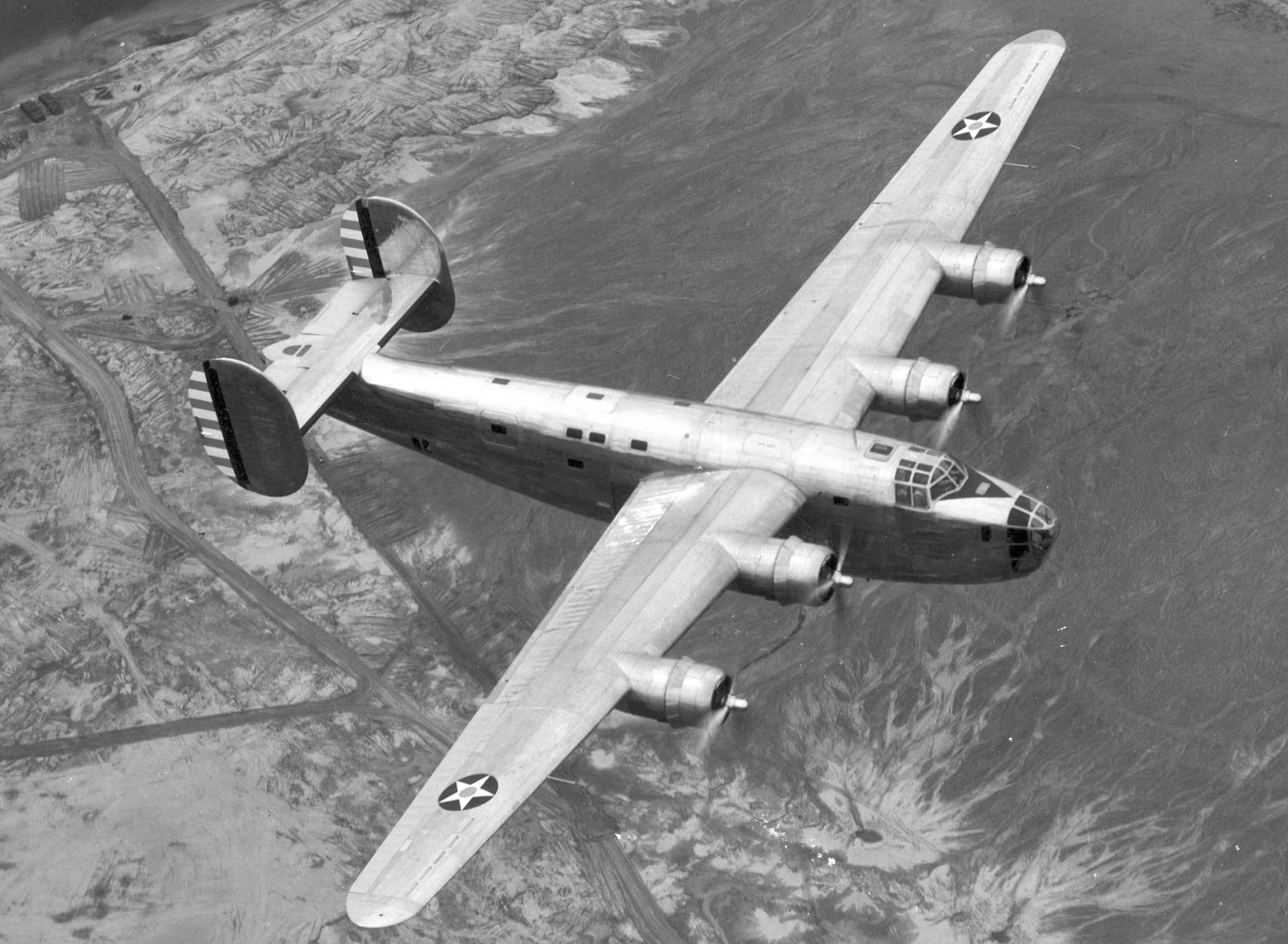
XB-24 w locie

W projekcie oznaczonym jako Model 32 oparto się o konstrukcje latającej łodzi Model 31. Nowy samolot miał mieć gwarantujący minimalne opory powietrza, a tym samym umożliwiający osiągnięcie zakładanych parametrów, płat Davisa. W celu zmieszczenia przenoszonego ładunku bomb, zaprojektowano duży pojemny kadłub, w którym znalazły się dwie komory bombowe zamykane zwijanymi osłonami. Cztery, chłodzone powietrzem czternastocylindrowe silniki gwiazdowe z dwustopniową sprężarką Pratt & Whitney R-1830-33 (każdy o mocy startowej 1200 KM) miały zapewnić odpowiednią prędkość nowej maszynie. Pierwotnie kadłub w dolnej części miał mieć uskok (podobny układ zastosowano w samolocie Martin Maryland), w którym przewidziano dolne stanowisko strzeleckie. W toku dalszych prac zrezygnowano z tego pomysłu na korzyść jednolitego, opływowego kształtu kadłuba, zwężającego się łagodnie ku tyłowi. Bogato oszklony dziób maszyny (podobne rozwiązanie zastosowano w późniejszym Boeing B-29 Superfortress) miał mieścić stanowiska pilotów, strzelca, bombardiera i nawigatora. Podwójne usterzenie samolotu przejęto praktycznie bez większych zmian z Modelu 31. Na krawędzi spływu skrzydeł zainstalowano klapy Fowlera, a na krawędzi natarcia sloty. Podwozie bombowca miało być chowane, trójzespołowe z przednim podparciem. Przednia, pojedyncza goleń do wnęki w kadłubie a podwozie główne, również pojedyncze golenie do wnęk w skrzydłach pomiędzy silnikami. W toku dalszych prac nad projektem zrezygnowano z pomysłu jednolitego oszklenia dziobu samolotu na korzyść wydzielenia stanowisk obydwu pilotów. 30 marca 1939 roku wytwórnia podpisała z USAAC kontrakt na budowę prototypu oznaczonego jako XB-24, maszyna otrzymała numer seryjny 39-680 a niecały miesiąc później, 27 kwietnia, podpisano kontrakt na budowę siedmiu maszyn przedprodukcyjnych YB-24. Po 9 miesiącach i 28 dniach od podpisania kontaktu, 26 grudnia 1939 roku gotowy XB-24 wyjechał z zakładów w San Diego. Trzy dni później, nowa maszyna za sterami której siedział szef pilotów doświadczalnych Consolidated, Bill Wheatly, wzbiła się do swojego dziewiczego lotu. Lot trwał 17 minut. W toku prowadzonych aż do 9 czerwca 1940 roku, na firmowym lotnisku Lindbergh Field badań, okazało się, że XB-24 przenoszący maksymalny ładunek bomb ma zasięg o 320 km większy niż analogicznie uzbrojony B-17. Zamontowanie w przedniej komorze bombowej dodatkowego zbiornika zwiększa zasięg samolotu o 965 km w porównaniu do podobnie wyposażonej latającej fortecy.

## Wersje

### Samoloty United States Army Air Corps
- XB-24 – prototyp, który w dziewiczy lot wzniósł się 29 grudnia 1939 roku. Maszyna miała numer seryjny 39-680.
- YB-24 – siedem maszyn przedseryjnych. W porównaniu z prototypem usunięto z nich sloty z krawędzi natarcia płata, a zamiast nich zamontowano instalację przeciwoblodzeniową, którą założono również na usterzeniu ogonowym. Sześć samolotów przekazano Wielkiej Brytanii pod oznaczeniem LB-30A. Jedną z maszyn (o numerze 40-702) przejął USAAC. Samolot wyposażono w samouszczelniające się zbiorniki paliwa, opancerzenie i pod oznaczeniem B-24 (bez dodatkowych symboli) trafił do Army Air Corps Ferry Command Training School. Brytyjskie LB-30A przeleciały z Montrealu do Anglii, gdzie na miejscu zauważono brak samouszczelniających się zbiorników i turbosprężarek. Brytyjczycy nie zdecydowali się wprowadzić maszyn do walki i wszystkie po zdemontowaniu uzbrojenia przeznaczono do zadań transportowych. Cztery z samolotów otrzymały cywilne rejestracje BOAC.
- B-24A – pierwsza seryjna wersja bombowca. Zamówiony w sierpniu 1939 roku. Dwadzieścia maszyn dostarczono Brytyjczykom, którzy wyposażyli samoloty w radar ASV (Air to Surface Vessel), dozbroili i w takiej formie przekazali w 1941 roku do RAF Coastal Command. Tak zmodyfikowane Liberatory zajmowały się zwalczaniem niemieckich U-Bootów. Na wyposażeniu 120 Eskadry pozostawały do grudnia 1943 roku. Cztery maszyny tej wersji Brytyjczycy przystosowali do przewozu ładunków i osób. Dziewięć maszyn znalazło się na wyposażeniu amerykańskich sił powietrznych.
- XB-24B – wersja z silnikami Pratt & Whitney R-1830-41 o mocy 1200 KM, turbosprężarkami General Electric B-2 zamontowanymi w dolnej części silnika, chłodnicami oleju przeniesionymi na boki silników, elektrycznymi rozrusznikami, samouszczelniającymi się zbiornikami paliwa i powiększoną o 0,6 m rozpiętością stateczników poziomych. Dzięki takim modyfikacjom poprawiono osiągi samolotu. Wybudowano tylko jeden egzemplarz o numerze seryjnym 39-680, który posłużył do opracowania wersji B-24C.
- B-24C – miała być to pierwsza wielkoseryjna wersja samolotu. Obok zmian przetestowanych na XB-24B zmodyfikowano uzbrojenie obronne. Na grzbiecie kadłuba zamontowano wieżyczkę strzelecką Martin Model 250CE-5 z dwoma karabinami maszynowymi kalibru 12,7 mm, a w ogonie napędzaną hydraulicznie wieżyczkę Consolidated A-6 również z dwoma karabinami 12,7 mm. Po jednym karabinie 12,7 mm zainstalowano w nosie samolotu, na obu bokach kadłuba i w jego podłodze. Dziewięć maszyn tej wersji (o numerach seryjnych od 40-2378 do 40-2386) dostarczono do USAAC pod koniec 1941 roku, jednak żadna nie wzięła udziału w walce. Wszystkie B-24C skierowano do zadań treningowych i szkoleniowych. Zmieniono im oznaczenie na RB-24C. Litera R oznaczała Restricted from combat use (wyłączone z działań bojowych). Głównym powodem takiego stanu rzeczy było pojawienie się wersji B-24D.
- B-24D – pierwsza wielkoseryjna wersja B-24. Samoloty w wersji D budowano początkowo w zakładach Consolidated w San Diego, skąd przewożono je do Fort Worth, a ostateczny montaż następował w zakładach Douglas Aircraft Company w Tulsie. Pierwsze B-24D z San Diego USAAC otrzymały na początku 1942 roku. Z czasem linie montażowe w Fort Worth i Tulsie uzyskały pełną autonomiczność i produkowały gotowe samoloty. Do produkcji włączono również zakłady Willow Run w Michigan i Dallas. Zrodziło to pewne kłopoty. Otóż w każdej z fabryk wprowadzano drobne modyfikacje, stąd egzemplarze B-24D pochodzące z różnych fabryk mogły się od siebie różnić. Aby ułatwić eksploatacje i naprawy, wprowadzono oznaczenia (tzw. oznaczenia blokowe) wskazujące na miejsce pochodzenia samolotu. I tak maszyny z San Diego oznaczano literami CO (np. B-24D-1-CO w przypadku pierwszego samolotu z tej wytwórni), z Fort Worth – CF, z Tulsy – DT, z Willow Run – FO, a z Dallas – NT. Samoloty wersji D miały standardowo zainstalowaną ogonową wieżyczkę Consolidated A-6A z zapasem 600 pocisków i grzbietową Martina z zapasem 400 pocisków, a pierwsze 94 egzemplarze wersji D również pojedynczy karabin kalibru 12,7 mm w dolnej części nosa samolotu. Początkowo stosowano silniki Pratt & Whitney R-1830-41, które jednak dość szybko zastąpiono bardziej niezawodnymi, również wyposażonymi w turbosprężarki silnikami Pratt & Whitney R-1830-43. Od 77 egzemplarza (pierwszym był B-24D o numerze seryjnym 41-11587) pod kadłubem zaczęto montować obrotową wieżyczkę strzelecką Bendix z dwoma karabinami 12,7 mm. W praktyce wieżyczka okazała się chybionym pomysłem, absolutnie nie sprawdziła się w warunkach bojowych. Problemem był peryskopowy celownik optyczny, który zamiast ułatwiać celowanie, przyprawiał strzelców o zawroty głowy i nudności (gdy wrogi samolot był za bombowcem, strzelec widział go w peryskopie w pozycji odwróconej). Gwałtowne protesty załóg przyniosły skutek i po wyprodukowaniu 287 egzemplarzy z dolną wieżyczką Bendiksa zaniechano jej dalszego montażu. Doświadczenia bojowe załóg bombowców przyczyniły się również do modyfikacji bocznych stanowisk strzeleckich. Podczas akcji karabiny z bocznych stanowisk montowano w gniazdach wystających z przodu otwartego okna. Podczas przelotów karabiny chowano do wnętrza samolotu. Taktyka Luftwaffe polegająca na atakowaniu alianckich formacji bojowych w ataku czołowym zmusiła wytwórnie do zamontowania kolejnych dwóch karabinów kalibru 12,7 mm z przodu samolotu, tuż za oszkleniem części dziobowej po obu jej stronach. Nad gniazdami karabinów wycięto w kadłubie dodatkowe okna ułatwiające strzelcom obserwację. Poradzono sobie również z obroną dolnej półsfery, któremu to zadaniu nie sprostała wieżyczka Bendix. Od egzemplarza B-24D-140-CO o numerze seryjnym 42-41164 zaczęto montować wieżyczki firmy Sperry, te same, które montowano w bombowcach Boeing B-17 Flying Fortress. Od egzemplarza B-24D-135-CO (o numerze seryjnym 42-41115) z San Diego zaczęto stosować silniki Pratt & Whitney R-1830-65. Dzięki nim zachowano moc rzędu 1200 KM na wysokości powyżej 8000 m.
- B-24D-1 – nieoficjalne oznaczenie wersji D montowanych w zakładach w Oklahoma City z tylną wieżyczką Consolidated montowaną również w dziobie samolotu.
- XB-41 Gunship – eskortowa wersja B-24D-CO o numerze seryjnym 41-11822. Maszyna uzbrojona była w czternaście karabinów kalibru 12,7 mm. Samolot zawiódł oczekiwania producenta, maszyna była niestabilna w locie. Znaczne zwiększenie masy samolotu sprawiło, że osiągi były dużo gorsze niż standardowego bombowca. 21 marca 1943 roku uznano, że samolot nie nadaje się do służby. Nie zraziło to wytwórni Consolidated, która zmodyfikowała konstrukcję, zmniejszając ciężar opancerzenia i zwiększając szerokość łopat śmigła. Tak zmodyfikowany XB-41 poddany został kolejnym badaniom w locie. Ustabilizowano samolot w locie, ale nadal niewystarczająca była jego zwrotność. Gwoździem do trumny XB-41 okazały się akcje, w których użyto zmodernizowanych w podobny sposób B-17, które pod oznaczeniem Boeing YB-40 Flying Fortress wzięły udział w walkach nad Europą. Maszyny nie sprawdziły się w nowej roli. Wybudowany XB-41, już pod nowym oznaczeniem TB-24D, posłużył jako samolot szkoleniowy dla mechaników obsługujących Liberatory.
- B-24E – pierwsza seryjna wersja bombowca w całości produkowana przez zakłady w Willow Run w ramach programu Liberator Production Pool Program. Maszyny napędzane były silnikami Pratt & Whitney R-1830-65. Samoloty nie miały dolnej wieżyczki strzeleckiej. W Willow Run wyprodukowano 490 egzemplarzy, a z podzespołów i prefabrykatów wyprodukowanych w Willow Run, zmontowano jeszcze 167 maszyn tej wersji w Tulsie i 144 w Fort Worth (w sumie 801 samolotów). Na 160 egzemplarzach wersji E wprowadzono nowy system prowadzenia ognia firmy General Electric. Maszyny te wykorzystywano do szkolenia strzelców dla bombowców Boeing B-29 Superfortress. Na jednym z samolotów B-24E-15-CO o numerze seryjnym 42-7127 zamontowano eksperymentalne uzbrojenie składające się z dwóch półcalowych (12,7 mm) karabinów na lawetach po bokach kadłuba, obsługiwanych zdalnie. Projekt nie zyskał akceptacji sił powietrznych.
- XB-24F – pojedynczy egzemplarz B-24D-CO o numerze seryjnym 41-11678, na którym testowano nowy system przeciwoblodzeniowy wykorzystujący gorące spaliny silnikowe. System okazał się zbyt skomplikowany w eksploatacji i zbyt zawodny.
- B-24G – takie oznaczenie przyjęto dla samolotów wersji B-24D z silnikami Pratt & Whitney R-1830-43 wyprodukowanych przez zakłady North American Aviation w Dallas, ale bez uzbrojenia obronnego pod kadłubem.
- B-24G-1 – w ramach wzajemnej pomocy do zakładów North American przybyli inżynierowie Forda z Willow Run, mieli pomóc przy uruchomieniu produkcji seryjnej bombowca. Jakież było ich zdziwienie, kiedy zobaczyli, jaki samolot ma montować North American. W tym samym momencie z linii montażowych w Willow Run schodziły już bombowce wersji B-24H z obrotową wieżyczką strzelecką montowaną w dziobie samolotu. B-24G takowej nie miał. Nie namyślając się zbyt długo, North American wprowadził taką samą wieżyczkę w maszynach produkowanych u siebie. Była to całkowicie własna inicjatywa firmy. Wersje G-1 i H były w zasadzie identycznymi samolotami. Odróżnić obie wersje można było jedynie po numerach seryjnych. Nieco odmienna technologia produkcji w obu wytwórniach sprawiła, że wersja G-1 była nieznacznie cięższa od wersji H. Nie był to koniec sugestii przedstawicieli Forda. Za ich namową North American, począwszy od serii B-24G-10-NT, zaczął montować dolną wieżyczkę strzelecką Sperry. Wymieniono również silniki na Pratt & Whitney R-1830-65.
- B-24H – wersja z zamontowaną w dziobie samolotu obrotową wieżyczką strzelecką Emerson A-15, napędzaną elektrycznie, z dwoma karabinami maszynowymi kalibru 12,7 mm. Przebudowano stanowisko bombardiera i komorę przedniego podwozia. W wieżyczce ogonowej dodano nowe okna ułatwiające obserwację. Począwszy od dwudziestej serii w bocznych oknach kadłuba strzelców dodano owiewki. W późniejszych wersjach wersji H, grzbietową wieżyczkę Martin A-3C zastąpiono nowszą Martin A-3D z powiększoną i wyższą pleksiglasową osłoną. Zrezygnowano również z karabinu umieszczonego w podłodze kadłuba.
- B-24H-5 – wersja B-24H zaopatrzona w silniki Pratt & Whitney R-1830-65 produkowana w zakładach Willow Run i w Fort Worth.
- B-24J – najliczniej produkowana wersja B-24 w sumie wyprodukowano 6 678 egzemplarzy tej wersji. W konstrukcji tej wersji znalazły się wszystkie wcześniej wprowadzane udoskonalenia. Przednia, napędzana hydraulicznie wieżyczka strzelecka Consolidated A-6A. Maszyna była nieco dłuższa niż pozostałe wersje (20,61 m). Napędzana czterema silnikami Pratt & Whitney R-1830-65 w układzie podwójnej gwiazdy z turbosprężarkami General Electric B-22. Dziesięcioosobowa załoga, nowe celowniki bombowe serii M, nowy automatyczny pilot C-1. Początkowe serie nie miały wysokiej wieżyczki kadłubowej, ale wcześniejszą Martin A-3C, szybko zastąpioną A-3D. Zastosowano nowy system przepompowywania paliwa ze zbiorników skrzydłowych do zbiorników głównych. Pierwsza maszyna wersji J dostarczona została do USAAF-u w sierpniu 1943 roku. Była to wersja, którą produkowały wszystkie zakłady zaangażowane w budowę bombowca. Począwszy od 45 serii, B-24J-CF, samolotom w dziobie zaczęto montować wieżyczki Emerson A-15 jednak przy ich braku nadal posiłkowano się przednimi wieżyczkami Consolidated A-6B. Od egzemplarza B-24J-108-CO zaczęto montować tzw. lokalizery RC-103 określające kurs względem celu. Problemem nowych samolotów była ich duża masa, jej wzrost nie był kompensowany nowymi, mocniejszymi silnikami, przez co samoloty stawały się powolne i trudniejsze w pilotażu. Radzono sobie z tym na różne sposoby, najpopularniejszym było demontowanie w warunkach polowych dolnej wieżyczki strzeleckiej. Było to tym bardziej uzasadnione, że nad niebem III Rzeszy i Pacyfikiem zaczęły dominować amerykańskie samoloty North American P-51 Mustang i Republic P-47 Thunderbolt wykorzystywane w roli samolotów eskortowych, które odciążyły w pracy strzelców pokładowych.
- B-24ST – pojedynczy egzemplarz B-24D, któremu zamontowano usterzenie ogonowe samolotu Douglas B-23 Dragon. Symbol ST oznaczał Single Tail (pojedynczy ogon). Maszyn po raz pierwszy wzbiła się w powietrze 6 marca 1943 roku. Tego typu usterzenie miało na celu poprawę charakterystyki lotnej bombowca.
- XB-24K – zmodyfikowany bombowiec B-24D-40-CO o numerze seryjnym 42-40234, któremu zamontowano pojedyncze usterzenie ogonowe, tym razem pochodzące z samolotu Douglas C-54 Skymaster. Maszyna po raz pierwszy wzniosła się do lotu 9 września 1943 roku. Nowe silniki Pratt & Whitney R-1830-75 o mocy 1350 KM, nowe tylne usterzenie zaowocowało poprawieniem osiągów maszyny, łatwiejszym pilotażem, bardziej stabilnym lotem. Wyniki badań samolotu w locie były na tyle obiecujące, że USAAF zadecydował, iż kolejne wersje bombowca będą miały pojedyncze usterzenie ogonowe. Maszynami z tego typu usterzeniem miały być samoloty wersji N.
- B-24L – w połowie 1944 roku podjęto decyzję o zaprzestaniu produkcji bombowców B-24 przez fabryki w Dallas, Fort Worth i Tulsie. Odtąd jedynymi wytwórcami maszyn miały być zakłady w San Diego i Willow Run, którym przypadła w udziale produkcja wersji L. Maszyny pozbawione były dolnej wieżyczki podkałubowej. W jej miejsce zamontowano dwa karabiny kalibru 12,7 mm, które mogły prowadzić ogień przez dolny właz za komorą bombową. Zamontowano nową, napędzaną ręcznie tylną wieżyczkę Convair M-6 Stinger. W dziobie maszyny pojawiła się wieżyczka Emerson A-15, a na grzbiecie wieżyczka Martin A-3D. 10 lipca 1944 roku podjęto decyzję aby nie montować tylnych wieżyczek. Ogółem zakłady w San Diego wyprodukowały 417 egzemplarzy wersji L, a zakłady Willow Run – 1250.
- TB-24L – samoloty wersji L przeznaczone do szkolenia i treningu załóg bombowców B-29.
- B-24M – ostatnia masowa wersja B-24, produkowana od października 1944 roku. Wieżyczka ogonowa Consolidated A-6B, brak dolnej wieżyczki podkadłubowej. Wytwórnia w San Diego zmontowała 916 samolotów, a w Willow Run 1677. Oficjalne zakończenie produkcji samolotów nastąpiło w czerwcu 1945 roku, jednak część maszyn zjechała z linii montażowych już po tym terminie, ale tylko po to aby trafić od razu do składnic i magazynów.

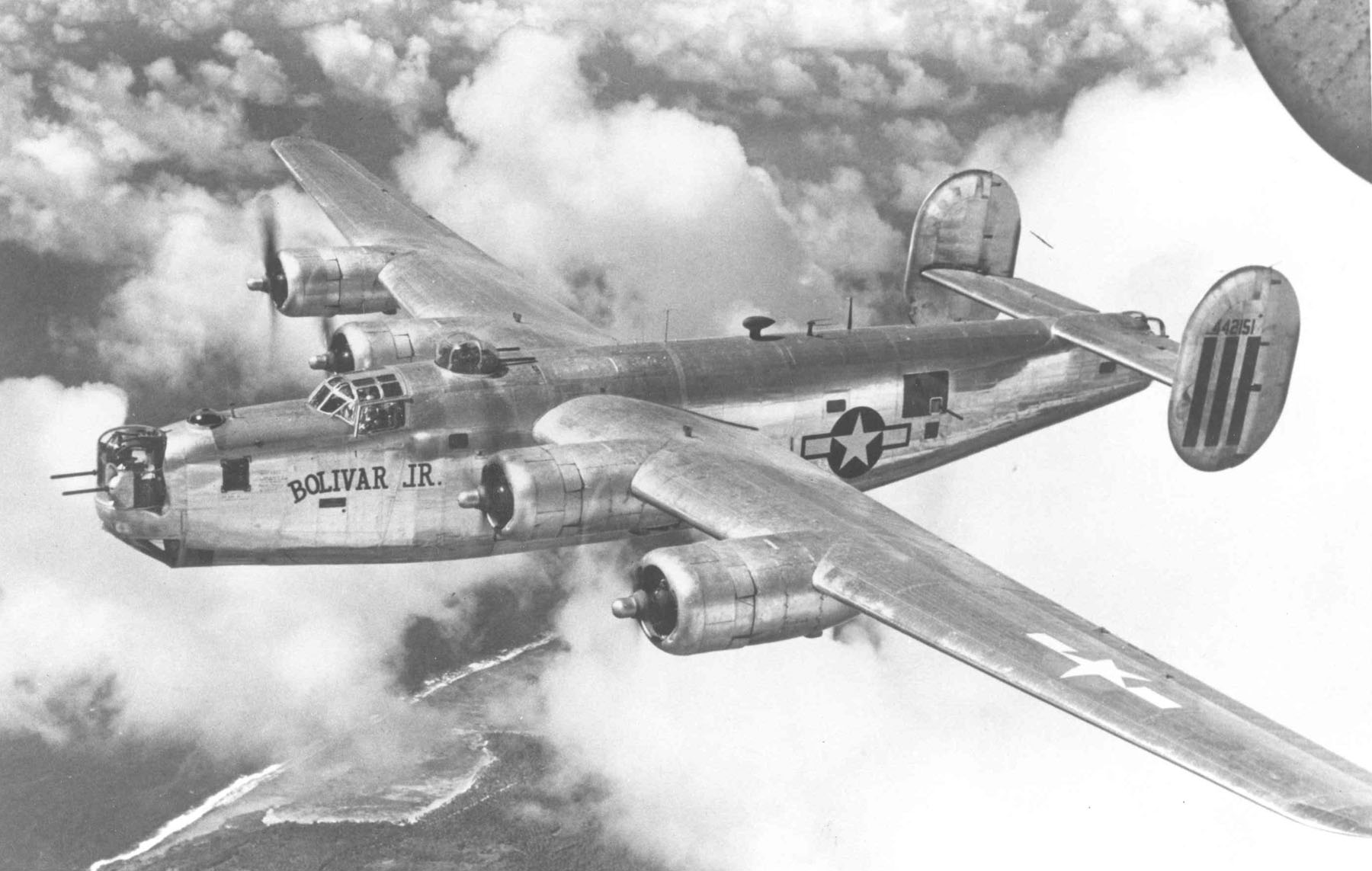
B-24M-20-CO w locie

- EZB-24M – egzemplarz B-24M-20-FO o numerze seryjnym 44-51228 przydzielony do Wright Aeronautical Development Center. Maszyna została zmodyfikowana do pełnienia roli latającego laboratorium, na którym prowadzono badania nad przyczynami i warunkami powstawania oblodzenia. Po kolejnej modyfikacji służył do przeprowadzania prób nad systemami przeciwoblodzeniowymi skrzydeł samolotu Boeing B-47 Stratojet.
- 'B-24N – miała być to wersja z pojedynczym usterzeniem ogonowym, które z dobrym skutkiem zostało przebadane na samolocie XB-24K. W dziobie samolot zamontowano wieżyczkę strzelecką Sperry. Maszyny miały powstawać w Willow Run, nie zdołano jednak uruchomić produkcji seryjnej. Zakończenie wojny anulowało zamówienie na 5168 bombowców tej wersji.
- XB-24N – prototyp samolotu B-24N, który do swojego pierwszego lotu wzbił się 24 listopada 1944 roku.
- YB-24N – ukończonych siedem egzemplarzy wersji przedseryjnej samolotu B-24N.
- XB-24P – pojedynczy egzemplarz B-24D o numerze seryjnym 42-40344, na którym firma Sperry Gyroscope Company testowała doświadczalny system prowadzenia ognia.
- XB-24Q – pojedynczy egzemplarz B-24L, na którym firma General Electric badała naprowadzane radarem działka, które zamierzano wykorzystać w samolocie B-47.
- BQ-8 – wyeksploatowane samoloty B-24 różnych wersji, głównie D i J, które po usunięciu wyposażenia bombowego, strzeleckiego i opancerzenia, wypełniano materiałem wybuchowym. Tak zmodyfikowane maszyny wykorzystywano w projekcie Anvil.
- C-87 Liberator Express – transportowa wersja B-24. Maszyna powstała w przypadkowych okolicznościach. Na początku 1942 roku na pustyni Arizony musiał przymusowo lądować B-24D o numerze seryjnym 42-40355. Uszkodzenia okazały się na tyle poważne, że maszyna nie miała szans wrócić do służby liniowej, ale nie na tyle duże, aby nie mogła znowu latać. Postanowiono wykorzystać pojemny kadłub samolotu. Usunięto uzbrojenie i wyposażenie bombowe, w kadłubie wycięto okna i zamontowano podłogę, na której umieszczono 25 foteli. Oszklony dziób samolotu zastąpiono metalową owiewką. Tak zmodyfikowana maszyna wzbudziła entuzjazm dowództwa USAAF-u, któremu ciągle brakowało samolotów transportowych. Nakazano produkcję seryjną samolotu. Ogółem wyprodukowano 291 maszyn tej wersji.
- C-109 – zmodernizowane do pełnienia roli powietrznych cystern przewożących paliwo bombowce B-24J i B-24L. Maszyny miały przewozić paliwo dla stacjonujących w Chinach samolotów B-29. Wewnątrz maszyn zamontowano osiem zbiorników mieszczących 2900 amerykańskich galonów paliwa. Z samolotów służących celom transportowym usunięto całe uzbrojenie i wyposażenie bombowe.
- XF-7 – prototypowa wersja samolotu B-24D o numerze seryjnym 41-11653 przeznaczonego do prowadzenia działań rozpoznawczych. Z samolotu usunięto wyposażenie bombowe i uzbrojenie strzeleckie, a w komorze bombowej, z przodu i tyłu kadłuba umieszczono zestaw jedenastu aparatów fotograficznych.
- F-7 – cztery zmodyfikowane do standardu XF-7 samoloty B-24D
- F-7A – 86 samolotów wersji J, L i M, które zostały zmodyfikowane do wypełniania misji rozpoznawczych. Usunięto z nich przednie wieżyczki i zainstalowano sześć aparatów fotograficznych. Trzy z przodu a trzy w komorze bombowej (niektóre źródła podają, że były to trzy aparaty fotograficzne – jeden do zdjęć wykonywanych pionowo, dwa do zdjęć wykonywanych ukośnie zamontowane w dziobie maszyny, a w komorze bombowej zamontowano dwa aparaty fotograficzne). Na samolotach pozostawiono całe wyposażenie strzeleckie z wyjątkiem przedniej wieżyczki. W celu zwiększenia zasięgu w przedniej części komory bombowej zainstalowano dodatkowy zbiornik paliwa. W tylnej części komory obok zespołu aparatów fotograficznych zainstalowany był grzejnik. Jego instalacja nie była przejawem troski o komfort załogi, ale zapewnienia dobrych warunków robionym zdjęciom.
- F-7B – 92 maszyny wersji M (głównie) oraz J i L, które zostały zmodyfikowane do wypełniania misji rozpoznawczych. Samoloty zachowały całe uzbrojenie obronne a wszystkie sześć (niektóre źródła podają, że pięć) aparatów fotograficznych umieszczono w komorze bombowej. Powodem zmiany były raporty załóg samolotów, w których informowano, że podczas swojej pracy nawigatorzy uderzają o nie głową.

### Samoloty United States Navy
- PB4Y-1 – 977 maszyn przeznaczonych dla US Navy. Początkowo były to standardowe B-24D następnie maszyny wersji J, L i M. Ich wspólnym elementem była grzbietowa wieżyczka Martin A-3. Niektóre egzemplarze zostały wyposażone w dziobową wieżyczkę firmy Engineering and Research Corporation.
- PB4Y-1P – samoloty zmodyfikowane do wypełniania zadań rozpoznawczych.
- XPB4Y-2 – prototyp samolot PB4Y-2. Pierwsza z trzech maszyn wzniosła się w powietrze 20 września 1943 roku.
- PB4Y-2 Privateer – morska wersja samolotu B-24.
- PB4Y-2B – wersja samolotu PB4Y-2 przystosowana do przenoszenia naprowadzanych radarowo szybujących bomb przeciw celom morski ASM-N-2 Bat.
- PB4Y-2M – meteorologiczna wersja PB4Y-2 pozbawiona wieżyczek strzeleckich.
- PB4Y-2P – rozpoznawcza wersja PB4Y-2 wyposażona w zestaw aparatów fotograficznych.
- PB4Y-2S – wersja PB4Y-2 przeznaczona do zwalczania okrętów podwodnych. Na samolocie zamontowano dodatkowy radar.
- PB4Y-2K – wyeksploatowane standardowe samoloty wersji PB4Y-2, które przebudowywano w Naval Air Development Center na samoloty cele.
- P4Y-2 – tak oznaczono w 1951 roku pozostające w służbie Privateery wersji PB4Y-2.
- P4Y-2B – tak oznaczono w 1951 roku pozostające w służbie Privateery wersji PB4Y-2B.
- P4Y-2S – tak oznaczono w 1951 roku pozostające w służbie Privateery wersji PB4Y-2S.
- P4Y-3G – dziewięć przejętych przez United States Coast Guard samolotów wersji P4Y-2 wykorzystywanych w misjach poszukiwawczo ratowniczych.
- QP4Y-2 – pojedynczy egzemplarz P4Y-2 służący do przewozu personelu wojskowego pomiędzy Pacific Missile Test Range w Point Mugu a wyspą Drake’a.
- P-4B – we wrześniu 1962 roku wszystkie pozostające na służbie (jedna maszyna) P4Y-2 przemianowano na P-4Y. Był nią QP4Y-2, któremu zmieniono oznaczenie na QB-4B.
- RY-3 – transportowa wersja samolotu PB4Y-2 powstała w zakładach Convair jako Model 101. Maszyna nie miała uzbrojenia obronnego. Mogła przewozić 28 pasażerów. Wzdłuż kadłuba wycięto okna, a z tyłu zamontowano duże drzwi ładunkowe. Osłonięty metalową owiewką nos można było otwierać. Samolot mógł przewozić 7555 kilogramów ładunków. Z zamówionych przez US Navy 112 egzemplarzy wybudowano jedynie 34 maszyny, z czego 26 samolotów przekazano Royal Air Force.

## Użycie w czasie wojny

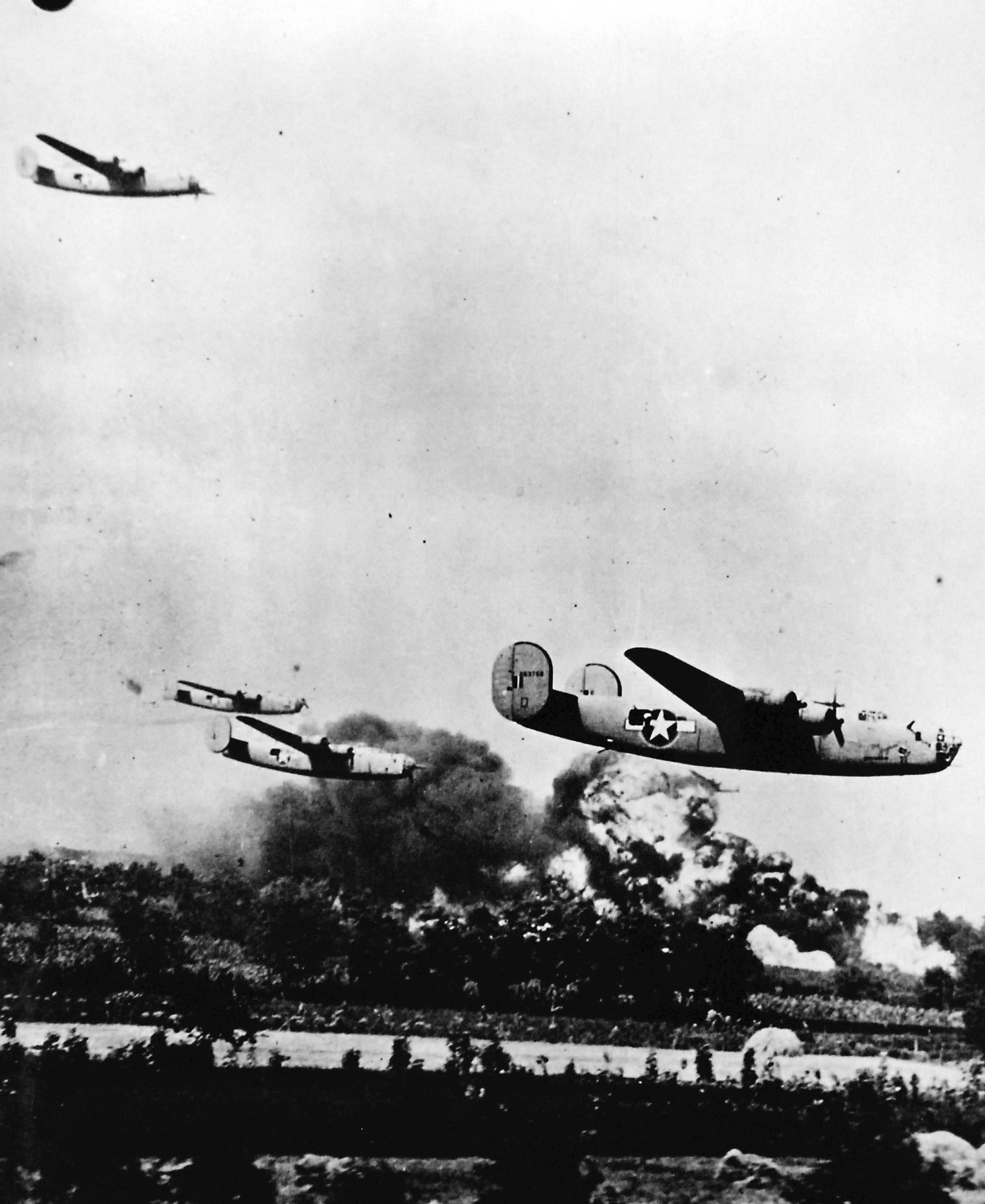
B-24 podczas operacji Tidal Wave, 1 sierpnia 1943

Bojowo B-24 pierwszy raz został użyty podczas wojny na Pacyfiku przeciwko Japonii w styczniu 1942 podczas nalotu na Sulawesi, a do masowego nalotu z użyciem B-24D w lutym 1943 w Nowej Gwinei.
Samolotów B-24 używano na wszystkich frontach i teatrach operacyjnych II wojny światowej, brały udział we wszystkich ważnych akcjach, jak bombardowania Niemiec lub rumuńskich pól naftowych i rafinerii w Ploeszti (patrz: operacja Tidal Wave). Były też wykorzystywane do zrzucania Cichociemnych i latały z pomocą dla powstania warszawskiego. Samoloty te były początkowo podarowane przez Amerykanów Brytyjczykom i tam dopiero przydzielano do nich polskich pilotów (pierwsze trzy Liberatory polskie załogi otrzymały we wrześniu 1943 r.). Startowały z baz alianckich w południowych Włoszech (ZSRR nie pozwolił na korzystanie z lotnisk radzieckich podczas wykonywania tych zadań). W samolocie takiego typu zginął Władysław Sikorski w katastrofie gibraltarskiej.

## Użycie po wojnie – cywilne (wypadki)
Po zakończeniu działań wojennych wiele Liberatorów przejęły cywilne linie lotnicze, głównie do przewożenia ładunków. Także podczas tych lotów dochodziło do wypadków i zniszczenia samolotów.
13 października 1948 Consolidated B-24 Liberator oznaczony G-AHZP szkockich linii lotniczych przy podejściu do lądowania zahaczył o lampy uliczne przed lotniskiem ulegając zniszczeniu. Czteroosobowa załoga przeżyła wypadek.

## Makieta
Od maja 2006 roku w Muzeum Powstania Warszawskiego w Warszawie można obejrzeć Liberatora w skali 1:1. Jest to jedyna taka makieta na świecie. W odtworzonym samolocie użyto fragmentów samolotu zestrzelonego przez myśliwce Luftwaffe w okolicach Bochni (wieś Nieszkowice Wielkie) w czasie lotu powrotnego po zrzuceniu pomocy dla powstania.